# Révolution - 5e du nom
 (décembre 2023).
Albums de Dalida
Le rêve oriental
(1998) Sus mas grandes exitos
(2008)
Révolution - 5e du nom est le cinquième album totalement réorchestré de la chanteuse Dalida. Paru chez Barclay en 2001, l'album est soutenu par le single Laissez-moi danser remixé par Cerrone.